# جهلیان (کنارک)
جهلیان، مرکز دهستان جهلیان و روستایی از توابع بخش مرکزی شهرستان کنارک در استان سیستان و بلوچستان ایران است.
منطقه جهلیان اولین دهستان شهرستان کنارک می‌باشد که خانه‌هایی مسکونی دارد که در سال ۱۳۵۴ توسط رژیم محمدرضا شاه پهلوی ساخته شده‌اند. شغل اکثر مردمان این روستا دریانوردی و ماهیگیری می‌باشد وتعداد اندکی در بازار کار و تجارت هستند واین روستا از شهر کنارک ۲۴ کیلومتر و از شهر چابهار ۴۵ کیلومتر فاصله دارد.

## جمعیت
این روستا در دهستان جهلیان قرار دارد و براساس سرشماری عمومی نفوس و مسکن در سال ۱۳۹۵، جمعیت آن برابر با ۵۵۳ نفر (۱۳۲ خانوار) بوده‌است.